# Dolphins Football Club
Il Dolphins Football Club è una società calcistica nigeriana con sede nella città di Port Harcourt. Milita nella Nigeria Premier League, la massima divisione del campionato nigeriano. La squadra gioca le partite casalinghe al Liberation Stadium.

## Storia
Il club è stato fondato nel 1988 con il nome di Eagle Cement ed è stato noto in questo modo fino al 2001, quando la denominazione ufficiale è diventata Dolphins Football Club. Ha rappresentato la Nigeria alla Coppa della Confederazione CAF 2005, venendo sconfitto in finale dal FAR Rabat.

## Palmarès

### Competizioni nazionali
- Campionato nigeriano: 3

1997, 2004, 2011
- Nigerian FA Cup: 4

2001, 2004, 2006, 2007
- Professional Second Division: 3

1994, 2002, 2008-2009

### Altri piazzamenti
- Coppa della Confederazione CAF:

Finalista: 2005